# Joris Canton
Pas d'image ? Cliquez ici

a Compétitions nationales et continentales officielles uniquement.

Joris Canton, né le 21 mai 1981, est un joueur français de rugby à XIII reconverti en tant qu'entraîneur.
Après, sur le tard à partir de 25 ans, une pratique du rugby à XIII durant les années 2000 notamment au sein du Toulouse olympique XIII, Joris Canton devient entraîneur. Il prend tout d'abord la destinée des Toulouse Broncos puis de l'U.S. Ramonville en division inférieure. En 2018, il devient l'adjoint d'Éric Anselme à Albi R.L. avant de lui succéder en cours de la saison 2018-2019 pour devenir l'entraîneur en chef. Le club monte en puissance chaque saison et prend part à trois finales entre 2023 et 2025 : Championnat de France en 2024, et Coupe de France en 2023 et 2025.

## Palmarès

### En tant qu'entraîneur
- Collectif
  - Vainqueur du Championnat de France : 2025 (Albi).
  - Finaliste du Championnat de France : 2024 (Albi).
  - Finaliste de la Coupe de France : 2023 et 2025 (Albi).

#### Détails en club
| Année     | Année     | Club      | Compétition                                                                      | Saison régulière                                                                 | Saison régulière                                                                 | Saison régulière                                                                 | Saison régulière                                                                 | Saison régulière                                                                 | Phase finale                                                                     | Phase finale                                                                     | Phase finale                                                                     | Phase finale                                                                     | Phase finale                                                                     | Coupe de France                                                                  |                                                                                  |                                                                                  |                                                                                  |                                                                                  |
| Année     | Année     | Club      | Compétition                                                                      | Class.                                                                           | MJ                                                                               | V.                                                                               | N.                                                                               | D.                                                                               | Perf.                                                                            | MJ                                                                               | V.                                                                               | N.                                                                               | D.                                                                               | Coupe de France                                                                  |                                                                                  |                                                                                  |                                                                                  |                                                                                  |
| 2018-2019 | 2018-2019 | Albi R.L. | CHF                                                                              | 5e                                                                               | 19                                                                               | 12                                                                               | 0                                                                                | 7                                                                                | 1er tour                                                                         | 1                                                                                | 0                                                                                | 0                                                                                | 1                                                                                | Annulée                                                                          |                                                                                  |                                                                                  |                                                                                  |                                                                                  |
| 2019-2020 | 2019-2020 | Albi R.L. | Éditions annulées et titres non décernés en raison de la pandémie de coronavirus | Éditions annulées et titres non décernés en raison de la pandémie de coronavirus | Éditions annulées et titres non décernés en raison de la pandémie de coronavirus | Éditions annulées et titres non décernés en raison de la pandémie de coronavirus | Éditions annulées et titres non décernés en raison de la pandémie de coronavirus | Éditions annulées et titres non décernés en raison de la pandémie de coronavirus | Éditions annulées et titres non décernés en raison de la pandémie de coronavirus | Éditions annulées et titres non décernés en raison de la pandémie de coronavirus | Éditions annulées et titres non décernés en raison de la pandémie de coronavirus | Éditions annulées et titres non décernés en raison de la pandémie de coronavirus | Éditions annulées et titres non décernés en raison de la pandémie de coronavirus | Éditions annulées et titres non décernés en raison de la pandémie de coronavirus | Éditions annulées et titres non décernés en raison de la pandémie de coronavirus | Éditions annulées et titres non décernés en raison de la pandémie de coronavirus | Éditions annulées et titres non décernés en raison de la pandémie de coronavirus | Éditions annulées et titres non décernés en raison de la pandémie de coronavirus |
| 2020-2021 | 2020-2021 | Albi R.L. | CHF                                                                              | 7e                                                                               | 18                                                                               | 4                                                                                | 0                                                                                | 14                                                                               | Non qualifié                                                                     | -                                                                                | -                                                                                | -                                                                                | -                                                                                | Annulée                                                                          |                                                                                  |                                                                                  |                                                                                  |                                                                                  |
| 2021-2022 | 2021-2022 | Albi R.L. | CHF                                                                              | 4e                                                                               | 16                                                                               | 9                                                                                | 0                                                                                | 7                                                                                | 1er tour                                                                         | 1                                                                                | 0                                                                                | 0                                                                                | 1                                                                                | Annulée                                                                          |                                                                                  |                                                                                  |                                                                                  |                                                                                  |
| 2022-2023 | 2022-2023 | Albi R.L. | CHF                                                                              | 4e                                                                               | 18                                                                               | 13                                                                               | 0                                                                                | 5                                                                                | 1/2 finale                                                                       | 2                                                                                | 1                                                                                | 0                                                                                | 1                                                                                | Finaliste                                                                        |                                                                                  |                                                                                  |                                                                                  |                                                                                  |
| 2023-2024 | 2023-2024 | Albi R.L. | CHF                                                                              | 2e                                                                               | 18                                                                               | 15                                                                               | 0                                                                                | 3                                                                                | Finaliste                                                                        | 2                                                                                | 1                                                                                | 0                                                                                | 1                                                                                | 1/4 finale                                                                       |                                                                                  |                                                                                  |                                                                                  |                                                                                  |
| 2024-2025 | 2024-2025 | Albi R.L. | CHF                                                                              | 1er                                                                              | 20                                                                               | 16                                                                               | 0                                                                                | 4                                                                                | Champion                                                                         | 2                                                                                | 2                                                                                | 0                                                                                | 0                                                                                | Finaliste                                                                        |                                                                                  |                                                                                  |                                                                                  |                                                                                  |